# Pyhäselkä (Päijänne)
Pyhäselkä är en del av sjön Päijänne i Finland. Den ligger i Sysmä i landskapet Päijänne-Tavastland, i den södra delen av landet, 170 km norr om huvudstaden Helsingfors. Pyhäselkä ligger 103 meter över havet.